# 2025 en droit
Cet article présente les faits marquants de l'année 2025 en droit.

## Événements par mois

### Avril
- 7 avril : après la mort de 160 oiseaux d'espèces protégées, notamment de rares faucons crécerelles, en raison de systèmes d'effarouchement inopérants, le tribunal de Montpellier ordonne la suspension pendant 4 mois de l'activité du parc éolien d'Aumelas, et condamne les sociétés gestionnaires à 500 000€ d'amende chacune, et l'ancien PDG d'EDF Renouvelables Bruno Bensasson à 6 mois de prison avec sursis et 100 000€ d'amende ; il s'agit de la première fois en France qu'une décision pénale est prise contre des exploitants d'éoliennes[1].

### Juin
2 juin : l'Assemblée Nationale élève Alfred Dreyfus au rang de Général de brigade à titre posthum afin de parachever sa réhabilitation

## Événements par nature juridique

### Référendums
- x

### Résolutions du Conseil de sécurité des Nations unies
- Liste des résolutions du Conseil de sécurité des Nations unies adoptées en 2025

## Décès
- x